# Fageicera loma
Fageicera loma là một loài nhện trong họ Ochyroceratidae. Loài này phân bố ở Cuba.